# Mogens von Gadow
Mogens August Hermann Konrad Heinz von Gadow (* 12. Mai 1930 in Stettin) ist ein deutscher Schauspieler, Regisseur, Dramaturg und Synchronsprecher. Bekannt wurde er vor allem als deutsche Stimme von Joe Pesci und Ian Holm. Er entstammt der Familie von Gadow aus dem Kreis Ruppin.

## Leben und Wirken
Mogens von Gadow absolvierte zunächst eine Lehre als Radiotechniker in Wuppertal. Zudem nahm er hier privaten Schauspielunterricht und gab auch sein Bühnendebüt an den Wuppertaler Bühnen. Es folgten Theaterengagements am Nationaltheater Mannheim, an den Städtischen Bühnen Frankfurt, am Theater Basel, am Stadttheater Bremerhaven und an mehreren Münchner Bühnen, darunter die Kleine Komödie am Max II. Außerdem ist er auch als Bühnenregisseur und Dramaturg tätig. Zur Spielzeit 2009/2010 gehört er auch dem Ensemble des Ohnsorg-Theaters an.
Seit Ende der 60er Jahre ist er zudem verstärkt in Film und Fernsehen tätig. Im Kino spielte er unter Roman Polański in Was? neben Gina Lollobrigida und David Niven in der Nabokov-Verfilmung König, Dame, Bube und in Komödien wie Désirée Nosbuschs A.D.A.M.
Zu seinen Fernsehrollen zählen der Ibarek in der an Karl May orientierten Serie Kara Ben Nemsi Effendi, der Herr Hufnagel in mehreren Folgen der beliebten Kinderserie Meister Eder und sein Pumuckl sowie der erste Revierleiter in der RTL-Polizeiserie Die Wache. Daneben hatte von Gadow Gastauftritte in mehreren Filmen der Tatort-Reihe sowie zahlreichen Fernsehserien wie Der Kommissar, Ein Fall für zwei, Praxis Bülowbogen und Unser Charly.
Darüber hinaus ist von Gadow seit 1967 umfangreich in der Synchronisation tätig. Dabei lieh er seine Stimme u. a.
- Ash (Ian Holm) im ersten Film der Alien-Reihe
- Bilbo Beutlin (Ian Holm) in der Herr-der-Ringe und der Hobbit-Verfilmung
- Professor Flitwick (Warwick Davis) in den Harry-Potter-Filmen
- Joe Pesci (deutscher Standardsprecher, u. a. in Kevin – Allein zu Haus)
- Denholm Elliott (u. a. in Jäger des verlorenen Schatzes)
- Bob Hoskins (u. a. in The Good Pope)
- dem Charakter Jiko in Hayao Miyazakis Anime-Film Prinzessin Mononoke und
- Richard Attenborough (Der menschliche Faktor).

Im Jahr 2002 synchronisierte er erstmals einen Charakter in einem Computerspiel. In Mafia: The City of Lost Heaven sprach er den Charakter Paulie, welcher als eine Hommage an die Darstellung Joe Pescis in den Scorsese-Filmen Goodfellas und Casino gedacht ist. Außerdem hat er den Sprecher in dem Computerspiel Crashday sowie die Titelfigur im Adventure Ceville synchronisiert.
Am 27. Juli 1968 heiratete Mogens von Gadow die Diplomingenieurin und Innenarchitektin Barbara Rehbein (* 1943). Er lebt in München.

## Filmografie (Auswahl)

### Schauspieler
- 1969: Die Reise nach Tilsit
- 1969: Der Bettenstudent oder: Was mach’ ich mit den Mädchen?
- 1969: Heintje – Ein Herz geht auf Reisen
- 1970: Something for Everyone
- 1970: Der Kommissar – Tod eines Klavierspielers
- 1972: König, Dame, Bube
- 1972: Was? (Che?)
- 1973: Crazy – total verrückt
- 1973: Kara Ben Nemsi Effendi
- 1974: Loriots Telecabinet
- 1975: Bitte keine Polizei – Ich bin so frei
- 1976: Das Fräulein von Scuderi
- 1976: Das feuerrote Spielmobil: Simeliberg
- 1976: Notarztwagen 7 (Fernsehreihe)
- 1977: Das höfliche Alptraumkrokodil (Fernsehfilm)
- 1980: Fabian
- 1982–1983: Meister Eder und sein Pumuckl – Herr Hufnagel (vier Folgen)
- 1983: Ein Fall für zwei (Fernsehserie, Folge 17, Episode: „Der Zeuge“)
- 1983: Die Krimistunde (Fernsehserie, Folge 6, Episode: „Die Abrechnung“)
- 1984: Er-Goetz-liches
- 1984: Die Krimistunde (Fernsehserie, Folge 12, Episode: „Der Sonntagsdichter“)
- 1987: Tatort – Gegenspieler
- 1988: Tatort – Die Brüder
- 1988: A.D.A.M.
- 1988: Justitias kleine Fische
- 1990: Tatort – Tod einer Ärztin
- 1992: Auf Achse – Otto Franzmann
- 1994: Der Nelkenkönig
- 1994: Die Wache – PR Karl Schumacher (22 Folgen)
- 1996: Praxis Bülowbogen
- 1998: Edgar Wallace: Die unheimlichen Briefe
- 1998: Tatort – Rosen für Nadja
- 2001: Jenseits des Regenbogens
- 2013: Aktenzeichen XY ungelöst

### Synchronsprecher
Joe Pesci
- 1989: als Leo Getz in Brennpunkt L.A.
- 1990: als Tommy DeVito in GoodFellas – Drei Jahrzehnte in der Mafia
- 1990: als Harry Lime in Kevin – Allein zu Haus
- 1991: als David Ferrie in JFK – Tatort Dallas
- 1992: als Harry Lime in Kevin – Allein in New York
- 1992: als Leo Getz in Brennpunkt L.A. – Die Profis sind zurück
- 1992: als Leon Bernstein in Der Reporter
- 1994: als Simon Wilder in Ein genialer Freak
- 1994: als Jimmy Alto in Jimmy Hollywood
- 1995: als Nicky Santoro in Casino
- 1998: als Leo Getz in Lethal Weapon 4
- 2007: als Joseph Palmi in Der gute Hirte
- 2010: als Charlie Bontempo in Love Ranch

Warwick Davis
- 1985: als Wicket W. Warrick in Kampf um Endor
- 2001: als Prof. Filius Flitwick in Harry Potter und der Stein der Weisen
- 2005: als Prof. Filius Flitwick in Harry Potter und der Feuerkelch
- 2007: als Prof. Filius Flitwick in Harry Potter und der Orden des Phönix
- 2009: als Prof. Filius Flitwick in Harry Potter und der Halbblutprinz

#### Filme
- 1954: Für Bourvil in Wenn Versailles erzählen könnte als Museumsführer
- 1968: Für Anthony Dawson in Amigos – Die (B)Engel lassen grüßen als Samuel Pratt
- 1970: Für Bernard Archard in Frankensteins Schrecken als Professor Heiss
- 1978: Für C. Henry Gordon in Charlie Chan bei den Olympischen Spielen als Arthur Hughes
- 1980: Für Don Sebastian in Der Supercop als Kneipenwirt
- 1980: Für Henry Gibson/John Landis in Blues Brothers als Nazi-Anführer/Streifenpolizist La Fong
- 1987: Für Bruce Boa in Full Metal Jacket als Poge Colonel
- 1996: Für Frank McHugh in Goldschmuggel nach Virginia als Mr. Upjohn
- 1997: Für Danny DeVito in Hercules als Philoctetes
- 1998: Für Gys de Villiers in Tarzan und die verlorene Stadt als Schiller
- 1999: Für Jean-François Balmer in Die wiedergefundene Zeit als Onkel Adolphe
- 2003: Für Tassos Bandis in Zimt und Koriander als Opa Vassilis
- 2013: Für Albert Delpy in Eyjafjallajökull – Der unaussprechliche Vulkanfilm als Onkel Roger

#### Serien
- 1966: Für Art Carney in Batman als The Archer
- 1974: Wickie und die starken Männer als Bulgarischer Bote
- 1975: Wickie und die starken Männer als Chef der Kunju
- 1975: Wickie und die starken Männer als Fürst
- 1976: Für Kaneta Kimotsuki in Die Biene Maja als Pferdefliege Johann
- 1984: Für Shouzou Iizuka in Alice im Wunderland als Humpty Dumpty (1. Stimme)

## Hörspiele
- 2002 (Audible: 2013): Hercules: Das Original Hörspiel zum Film, Walt Disney Records
- 1974: Theo Lingen: Kidnapping – Regie: Heinz Günter Stamm (Hörspiel – BR)
- 2013: Gruselkabinett – Folge 75: Weiß, Titania Medien, ISBN 978-3-7857-4814-5
- 2013: Gruselkabinett – Folge 83: Heimgesucht, Titania Medien, ISBN 978-3-7857-4908-1
- 2014: Robert Schoen: Opa Ottos Wunderwagen – Regie: Robert Schoen (Kinderhörspiel – HR/WDR)

## Computerspiele
- 2002: Mafia: The City of Lost Heaven (Paulie)
- 2006: Crashday (Sprecher)
- 2009: Ceville (Ceville)